# Constantin Ranst

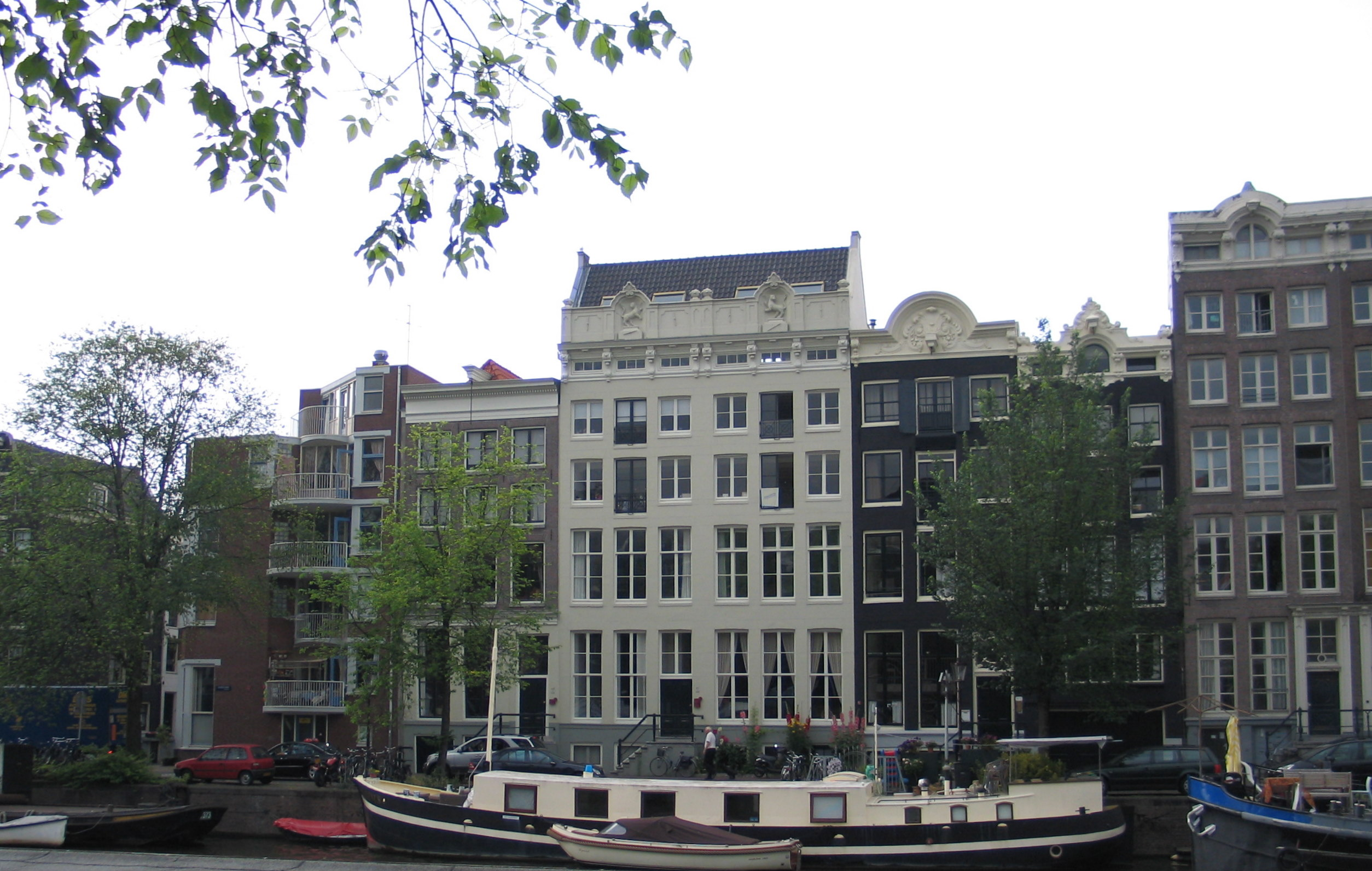
Doppelhaus De Twee Tijgers an der Oudeschans in Amsterdam

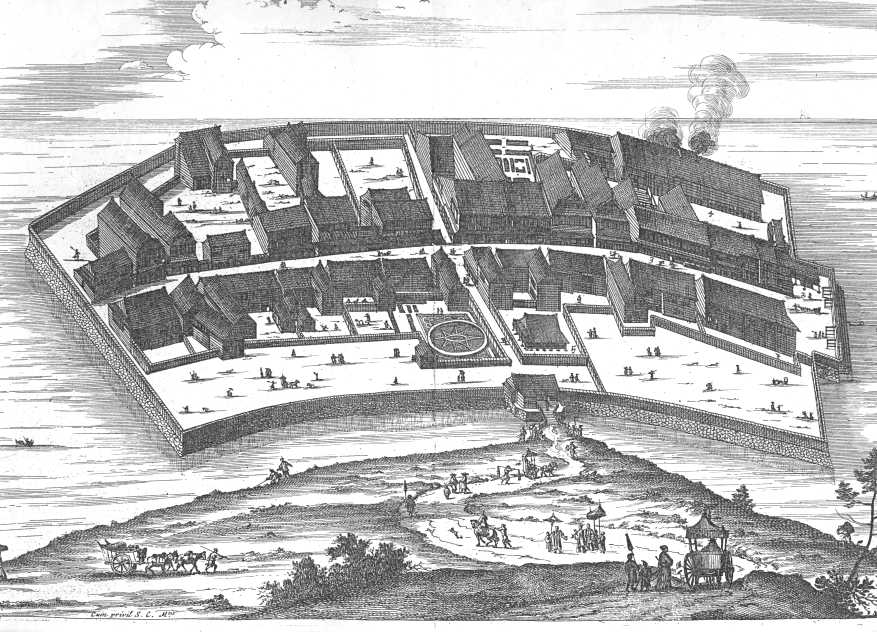
Dejima um die Mitte des 17. Jahrhunderts (Arnoldus Montanus: Gedenkwaerdige Gesantschappen der Oost-Indische Maetschappy in't Vereenigde Nederland, aen de Kaisaren van Japan. 1669)

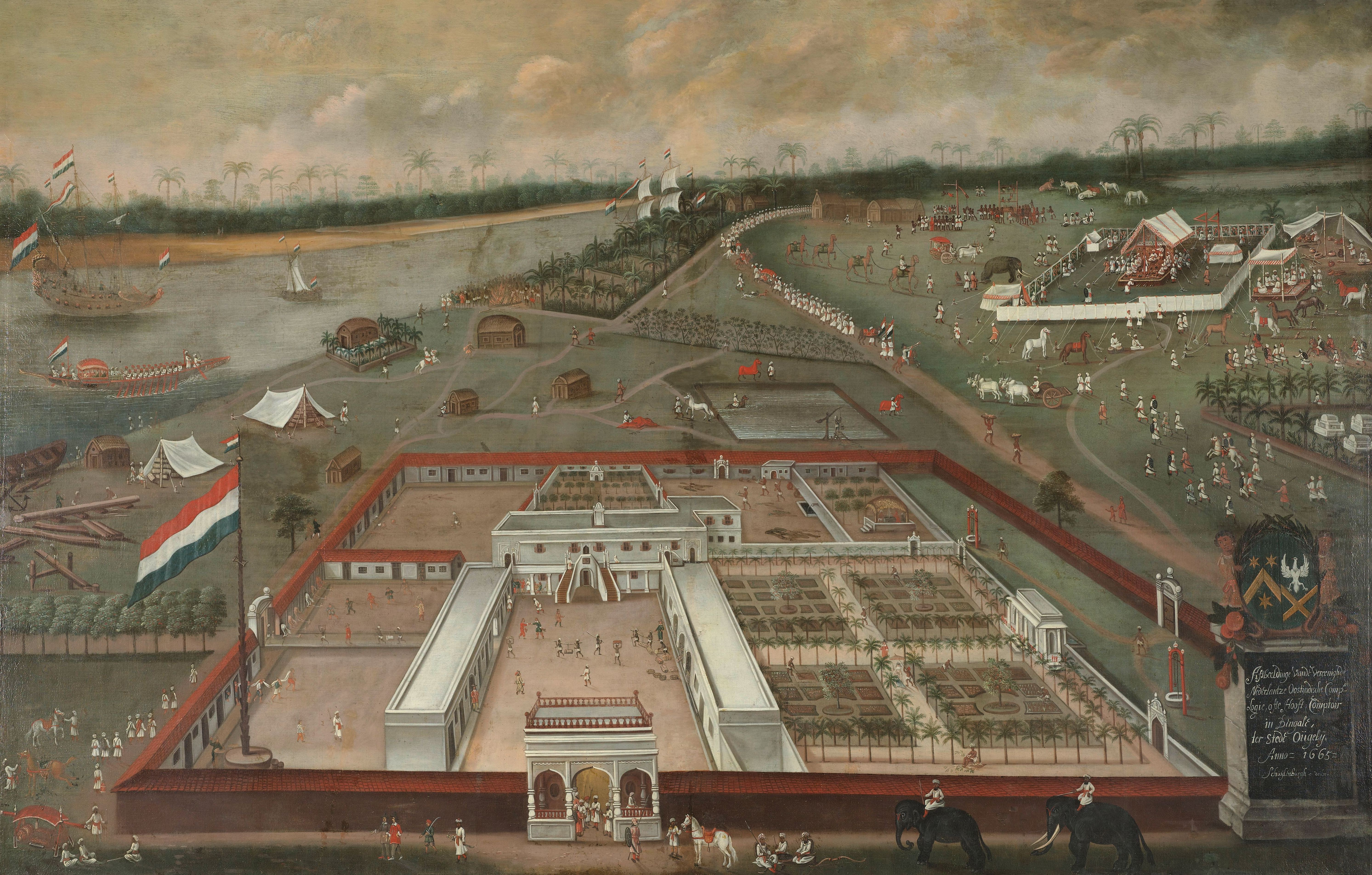
Die Niederlassung der VOC in Hugli, Bengalen (Hendrick van Schuylenburgh, ca. 1665).

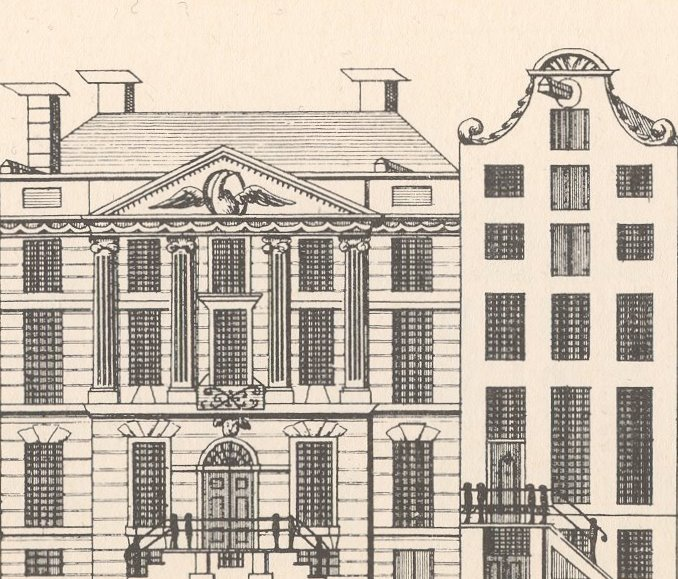
Die Häuser 527 und 529 an der Herengracht in Amsterdam

Constantin Ranst (auch Constantijnus Ranst) (* 28. Oktober 1635 in Amsterdam; † 10. Januar 1714) hatte als Kaufmann in Diensten der Niederländischen Ostindien-Kompanie eine steile Karriere gemacht und gehörte zu den 250 reichsten Kaufleuten im „Goldenen Zeitalter“ der Niederlande.

## Familiärer Hintergrund
Constantin Rans(t) war ein Sohn von Jeronimus/Hieronimus Ranst (1607–1660) und Barbara Carel. Die Familie Ranst hatte ihre Wurzeln in Brügge. Constantins Großvater war in den Jahren nach 1585 nach Amsterdam übergesiedelt, wo er Constantia Coymans, eine Tochter von Jeronimus Coymans, ehelichte. Constantins Vater, Jeronimus Ranst, brachte es zu erheblichem Wohlstand. Ab 1610 diente ein „De Twee Tijgers“ genanntes Doppelhaus an der Oude Schans (Alte Schanze) als Wohnsitz. 1633 investierte er im Torfabbau bei Smilde. Zwei Jahre darauf erwarb er Land in Schermer, als der Polder entwässert wurde. 1638 engagierte er sich in der „Nordischen Kompanie“ (Noordsche Compagnie), einem von mehreren Städten betriebenen Walfang-Unternehmen (1614–1642). Aus dieser Zeit stammt auch ein von Philip Vingboons (1607–1678) entworfenes und 1644 in einem Kupferstich verewigtes Haus, das er unweit von Edam im Purmerpolder, einem Investierungs- und Erholungsgebiet der reichen Händler und Patrizier Amsterdams hochzog. Im Umfeld begegnen wir Persönlichkeiten wie seinem Schwager, dem Advokaten der Ostindien-Kompanie und Diplomaten Willem Boreel, oder dem Firmengründer und Erbauer des Coymanshuis in Amsterdam, Balthasar Coymans (1589–1657). Da der mächtige Bürgermeister Gillis Valckenier mit einer Nichte von Jeronimus Ranst verheiratet war, hatten die vier Kinder des Ehepaares Ranst-Carel denkbar günstige Voraussetzungen für ein erfolgreiches Leben.

## Kindheit
Constantin Ranst wurde als zweiter Sohn am 28. Oktober 1635 in der „Alten Kirche“ (Oude Kerk) getauft. Über die frühen Jahre ist nichts bekannt. Der familiäre Hintergrund spricht dafür, dass er die für eine kaufmännische Karriere nötige Schulbildung erhalten und allerlei Erfahrungen im Umfeld seines Vaters gesammelt hatte.

## Ostindien
Während der frühen 1650er Jahren trat Constantin Ranst in den Dienst der Niederländischen Ostindien-Kompanie (VOC) und zog nach Batavia. Seine erfolgreiche soziale Einbettung wurde 1656 erstmals deutlich, als er Hester Hartsinck (1636–1683) heiratete. Seine Frau war die Tochter des aus Meurs stammenden Carel Hartsinck, der eine steile Karriere gemacht hatte und 1653 zum „Directeur-generaal van Indië“, der zweithöchsten Position in Ostindien, aufgestiegen war. Im Oktober 1658 segelte Ranst mit Douwe Auckes von Texel zum Kap der Guten Hoffnung, wo Jan van Riebeeck 1653 mit der Gründung eines festen Stützpunktes den Grundstock für die Kapkolonie gelegt hatte. Eine Woche später fuhren sie weiter und kamen im Juni auf Java an.
Im Sommer 1662 wurde Ranst für ein Jahr als Unterkaufmann nach Dejima in Japan geschickt, wo er Ernst van Hogenhoeck ablöste und als zweiter Mann (secunde) Erfahrungen in der Leitung einer Handelsstation sammelte. Ein Posten hier war sehr begehrt wegen des lukrativen Schleichhandels, von dem ungeachtet aller offiziellen niederländischen und japanischen Verbote beide Seiten nicht ablassen wollten. Ranst verlangte noch vor seinem offiziellen Dienstantritt die Übergabe der Rechnungsbücher, die ihm, da er sich auf die hohen Herren in Batavia berief, auch ausgehändigt wurden.
Nach dem Jahr in Japan übernahm Ranst von 1665 bis 1667 die Handelsstation in Tonkin, einem kleinen Reich im Norden des heutigen Vietnam, die sein Schwiegervater 1637 gegründet und bis 1641 geleitet hatte. Vielleicht erhielt er deshalb die Erlaubnis der Kompanie, seine Frau mitzunehmen. Im April 1667 wurde er zum „Oberhaupt“ (opperhoofd) der Faktorei Dejima ernannt und zog im Sommer zum zweiten Mal für einen Turnus nach Japan (6. November 1667–25. Oktober 1668). Da die Faktorei Tonkin die Seide für den japanischen Markt direkt an Dejima auslieferte, taten sich für Ranst allerlei Möglichkeiten zu privaten Nebengeschäften auf. Erstaunlicherweise brachte er seine Frau mit, obwohl die japanischen Behörden das strengstens verboten hatten. Sie war hochschwanger und durch die Reise sicher ziemlich mitgenommen. Das am 1. Oktober totgeborene Baby wurde auf dem für die Niederländer bestimmten Friedhof durch einen japanischen Dolmetscher begraben. Vermutlich kehrte Hester Ranst im Herbst auf einem der Kompanieschiffe nach Batavia zurück.
Ende Oktober 1668 endete Ranstens Dienst in Japan. Unmittelbar nach seiner Ankunft in Batavia wurde er zum außerordentlichen Rat von Indien ernannt (27. November 1668). Am 8. April 1669 folgt die Berufung zum „directeur“ in Hugli (Westbengalen), wo er bis 1673 mit dem Ankauf der für Japan bestimmten Seide befasst war. Privatgeschäfte und Korruption gab es auch in anderen Niederlassungen der Kompanie, doch scheint die Lage in Bengalen besonders schlimm gewesen zu sein. Ranst versuchte diese Missstände zu beseitigen, doch geriet er schnell in einen Dschungel wechselseitiger Beschuldigungen. Zudem löste sein ungeschicktes Vorgehen u. a. den Selbstmord einer einheimischen Witwe aus. Das wiederum führte zum Rückruf nach Batavia (28. Juli 1673). Wie die Akten zeigen, bedurfte es einiger Anstrengungen, bis die Angelegenheit bereinigt war.

## Heimkehr
Zunächst schien es, als ob die Ereignisse in Bengalen seiner Karriere keinen Abbruch getan hätten. Doch war sein Stern beim Generalgouverneur Joan Maetsuycker im Sinken. Im Oktober 1677 wurde er seiner Ämter entschlagen und kehrte als Admiral der Retourflotte in die Niederlande zurück.
Dank seiner guten familiären Verankerung und der sicher stattlichen finanziellen Ausstattung wurde er in Amsterdam noch im selben Jahr Kapitän der Bürgerschaft (kapitein der burgerij) und 1679 Kommissar (commissaris). 1688 verheiratete er seine in Bengalen geborene Tochter Hester mit Jacob J. Hinlopen (1668–1698). Dieser gehörte einer der Regentenfamilien Amsterdams an und mehrte als Direktor der Sozietät von Surinam sein Vermögen.
Ranst erwarb für 40.000 Gulden ein Haus in der Herengracht (Herrengraben), das er prächtig ausstattete. Hier hing u. a. ein Gemälde Rembrandt van Rijns mit der Anbetung der Drei Könige. Im Laufe der Zeit kaufte er auch das benachbarte Haus sowie ein siebteiliges Lagerhaus in der Prinsengracht.
Als er starb, belief sich sein Besitz an Immobilien und Wertpapieren auf 496.500 Gulden.

## Constantijn Ranst de Jonge
Wijnaendts van Resandt und diesem folgend auch andere Autoren erwähnen eine zweite Fahrt von Constantin Ranst nach Ostindien und weitere Dienstjahre in Japan. Hier handelt es sich jedoch um Constantijn Ranst de Jonge, der am 4. Mai 1677 als Unterkaufmann einen Vertrag mit der Kompanie abschloss, 1680 Kaufmann, und im Sommer 1683 durch den Rücktritt von Isaack van Schinne vorzeitig Oberkaufmann und Faktoreileiter in Japan wurde. Von 1686 bis 87 ging er ein zweites und letztes Mal nach Japan.